# Frank Maziya
Frank Maziya (* 22. Mai 1961) ist ein ehemaliger eswatinischer Sprinter. 
Er trat bei den Olympischen Sommerspielen 1988 in Seoul an. Im Wettbewerb über 100 m schied er in den Vorläufen aus.